# Chianina

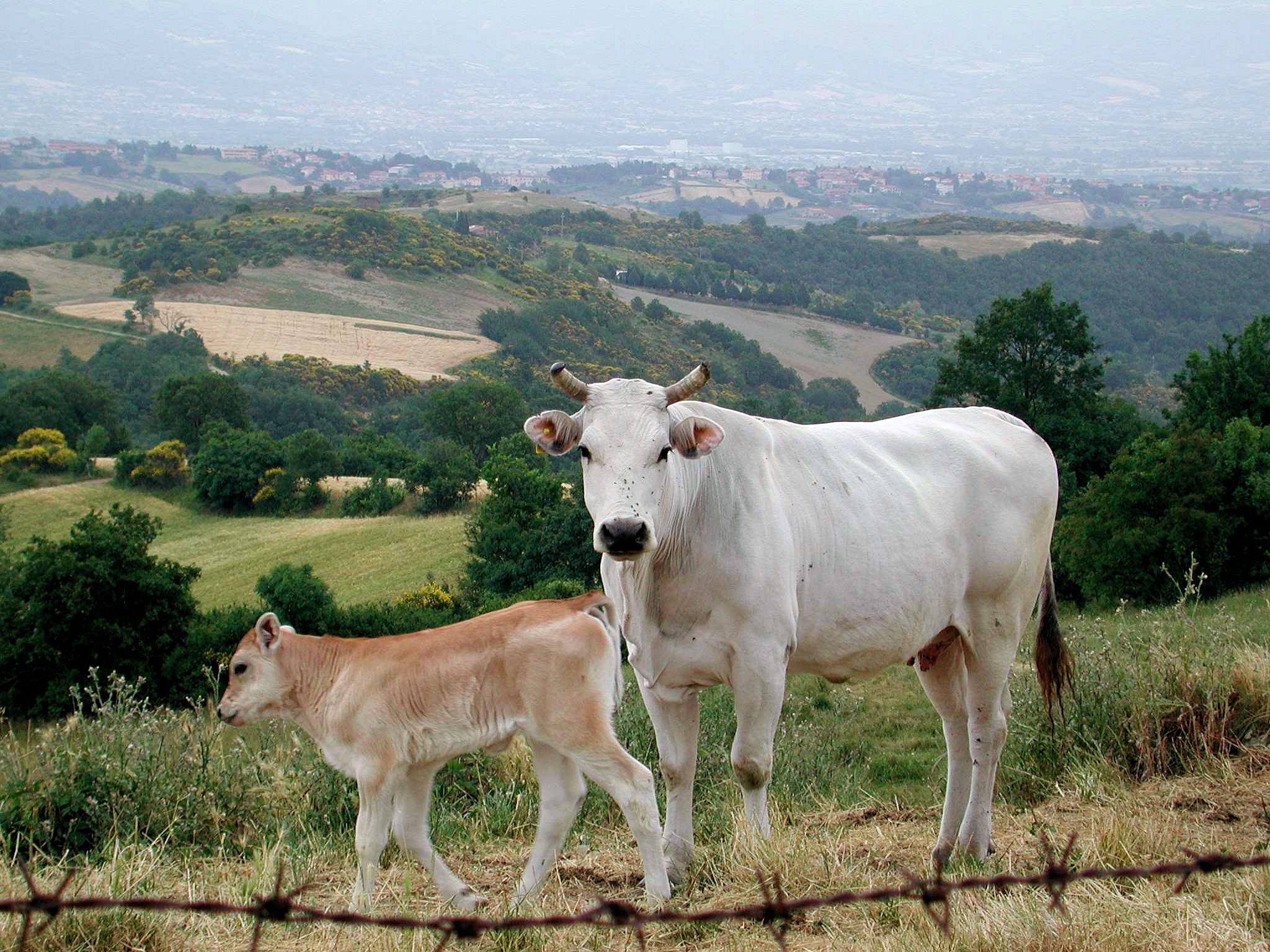
Ko och kalv av rasen Chianina

Chianina är en ras av italienskt nötkreatur. Det sägs vara en av de äldsta koraserna som finns idag.
Arkeologer har funnit rester efter denna ras från etruskernas tid i det forntida Italien år 400 före kristus. Den är känd för sin storlek: kon kan väga 900 kg och vara 175 cm över manken. Tjuren väger normalt cirka 1500 kg, men det påstås att en tjur var uppe i 1740 kg och var 190 cm hög på 1880-talet. Den är vit som fullvuxen men har en svart svanstipp. Den har lätta kalvningar trots att kalven är stor men det beror på ett bra bäcken och ett bra kors.
Köttutbytet på en renrasig tjur kan vara så mycket som 65%. Köttutbyte är den procentuella mängden kött man får ut på en slaktkropp. Man vill ha ett så högt köttutbyte som möjligt då man får betalt efter hur många kilo kött man får per kropp.
Det påstås att köttet har en mycket liten mängd dåligt kolesterol i sig, vilket kan vara bra för hälsan.